# Llac Tahoe
El llac Tahoe és un gran llac d'aigua dolça a la Sierra Nevada dels Estats Units entre Califòrnia i Nevada. Es troba a 1897 m d'altitud. Ocupa una superfície de 496 km², cubica 150.68249 km3. La màxima fondària és de 501 m.
El llac es va formar fa dos milions d'anys per una falla geològica. És una gran atracció turística amb instal·lacions per esquiar.

## Clima
La pluviometria varia entre 1.400 litres a l'oest i 660 litres a l'est. Agost és el mes més càlid amb 25.9 °C de màximes i 4,3 °C de mínimes (15,1 °C de mitjana) i febrer és el més fred amb 5 °C de màximes i -9.4 °C de mínimes (mitjana de -2,2 °C). Hi ha de mitjana 232 dies de glaçada. A tots els mesos de l'any pot glaçar.

## Ecologia
La vegetació de la seva conca està dominada pel pins (Pinus jeffreyi),(P. contorta) i avets (Abies concolor), (A. magnifica). També hi ha prats i zones de ribera amb Arctostaphylos, Ceanothus i verns (Alnus tenuifolia). cada tardor el salmó importat del Pacífic (Oncorhyncus nerka), canvia de color de blau a vermell intens i va cap a Taylor Creek. També hi ha visons (Neogale vison), os americà (Ursus americanus), i àguiles calbes (Haliaeetus leucocephalus).

## Habitants
Històricament l'habitaven els amerindis Washoe del seu idioma en deriva el nom: dá’o' a ga, "vora del llac".